# Bathydrilus exilis
Bathydrilus exilis är en ringmaskart som beskrevs av Erséus och Davis 1989. Bathydrilus exilis ingår i släktet Bathydrilus och familjen glattmaskar. Inga underarter finns listade i Catalogue of Life.